# Le Grand Tourbillon
Pour plus de détails, voir Fiche technique et Distribution.
Le Grand Tourbillon (Look for the Silver Lining) est un film musical américain en Technicolor réalisé par David Butler, sorti en 1949. 
Le film retrace la carrière de l'actrice et danseuse Marilyn Miller (1898-1936).

## Synopsis
Alors qu'elle est mineure, Marilyn Miller intègre le numéro de variétés de sa famille. Son idole, le danseur Jack Donahue, l'aide dans sa carrière, tout comme le nouveau partenaire de danse, Frank Carter, qui s'enfuit avec Marilyn après son retour de la Première Guerre mondiale. Frank est tué dans un accident de voiture. Marilyn ne souhaite plus jouer, mais change d'avis à la demande de Jack et d'un impresario de New York, Henry Doran, qui persuade Marilyn de l'épouser. Marilyn revient sur scène, mais après qu'un vertige l'ait fait tomber, elle reconnaît que les médecins lui ont conseillé de ralentir son rythme de vie au risque de sa santé. Marilyn insiste sur le fait que, sans jouer, sa vie n'aurait aucun sens.

## Fiche technique
- Titre original : Look for the Silver Lining
- Titre français : Le Grand Tourbillon
- Réalisation : David Butler
- Scénario : Phoebe Ephron, Henry Ephron, Marian Spitzer, Bert Kalmar et Harry Ruby
- Photographie : J. Peverell Marley
- Direction artistique : John Hughes
- Décors de plateau : Fred M. MacLean
- Montage : Irene Morra
- Société de production : Warner Bros.
- Pays d'origine : États-Unis
- Format : Couleur (Technicolor) - 1,37:1 - Mono
- Genre : Film musical, Film biographique
- Durée : 106 min
- Dates de sortie : 
  - États-Unis : 30 juillet 1949
  - France : 24 avril 1950
- Affiche : Boris Grinsson (France)

## Distribution
- June Haver : Marilyn Miller
- Ray Bolger : Jack Donahue
- Gordon MacRae : Frank Carter
- Charles Ruggles : Caro 'Pop' Miller
- Rosemary DeCamp : Mama Miller
- S.Z. Sakall : Shendorf
- Richard Simmons : Henry Doran
- Barry Bernard : le régisseur britannique
- Walter Catlett : lui-même

## Source
- Le Grand Tourbillon et l'affiche française du film, sur EncycloCiné